# کارلوس گارسیا (بازیکن فوتبال زاده ۱۹۸۴)
کارلوس گارسیا (انگلیسی: Carlos García؛ زادهٔ ۲۹ آوریل ۱۹۸۴) بازیکن فوتبال اهل اسپانیا است.
از باشگاه‌هایی که در آن بازی کرده‌است می‌توان به باشگاه فوتبال اسپانیول، باشگاه فوتبال رئال بتیس، باشگاه فوتبال آلمریا، و باشگاه فوتبال مکابی تل آویو اشاره کرد.
وی همچنین در تیم‌های ملی فوتبال زیر ۱۶ سال اسپانیا، زیر ۱۷ سال اسپانیا، زیر ۱۹ سال اسپانیا، زیر ۲۰ سال اسپانیا، زیر ۲۱ سال اسپانیا، و زیر ۲۳ سال اسپانیا بازی کرده‌است.